# Haag (Rettenbach)
Haag ist ein Gemeindeteil und eine Gemarkung von Rettenbach, einer Gemeinde im Oberpfälzer Landkreis Cham.

## Geschichte
Mit den Verwaltungsreformen in Bayern entstand mit dem Gemeindeedikt von 1818 die Gemeinde Haag mit den Teilorten
- Haag (Dorf)
- Brieberg (Dorf)
- Eitenzell (Dorf)
- Haagthann (Einöde)
- Heißenzell (Weiler)
- Herrnthann (Dorf)
- Kastell Windsor (Anstalt)
- Langau (Dorf)
- Schmalzgrub (Dorf)
- Schrollmühle (Einöde)
- See (Weiler)

Im Zuge der Gebietsreform in Bayern kam diese am 1. Januar 1971 zur Gemeinde Rettenbach. Heißenzell ist seit 1. Mai 1978 bei Wiesenfelden (Landkreis Straubing-Bogen).